# 김상만 (영화 감독)
김상만(1970년 1월 28일 ~ )은 대한민국의 영화 감독이자 아트 디렉터이다.

## 경력
김상만은 1997년에 영화 접속을 기점으로 영화 포스터 디자인으로 영화 경력을 시작했다. 1998년에 해가 서쪽에서 뜬다면의 아트 디렉터를 맡을 기회를 받았을 때 약 30편의 영화의 포스터를 디자인해왔다.

## 참여 작품

### 감독
- 더 테너: 리리코 스핀토
- 심야의 FM
- 걸스카우트 (영화)
- 전,란

### 아트 디렉터
- 사생결단
- 공동경비구역 JSA
- 해피엔드 (1999년 영화)
- 해가 서쪽에서 뜬다면

### 크루
- 평양성 (영화)
- 파주 (영화)
- 그놈 목소리
- 조폭 마누라 3
- 중천 (영화)
- 싸이보그지만 괜찮아
- 구미호 가족
- 괴물 (2006년 영화)
- 맨발의 기봉이
- 청연
- 태풍 (영화)
- 6월의 일기
- 러브 토크
- 너는 내 운명 (2005년 영화)
- 이대로, 죽을 순 없다
- 친절한 금자씨
- 천군 (영화)
- 여고괴담 4: 목소리
- 연애의 목적
- 안녕, 형아
- 혈의 누 (영화)
- 그때 그사람들
- 내 머리 속의 지우개
- 분신사바
- 효자동 이발사
- 범죄의 재구성
- 바람난 가족